# Száraz évszak
A száraz évszak kifejezést általában a trópusi éghajlat időjárására használják. A trópusokon az időjárást befolyásoló fő tényező a trópusi esőöv, ami az év folyamán észak–déli irányban oszcillál.
A trópusi esőöv a déli féltekén található októbertől márciusig, ezalatt az északi féltekén a csapadék nagyon ritka, a nappalok forrók és napsütésesek. Áprilistól szeptemberig az esőöv az északi féltekén található, ilyenkor a déli trópusokon van száraz évszak.
Az esőöv északon durván a Ráktérítőig kúszik fel, délen pedig egészen a Baktérítőig. Ezeken a földrajzi szélességeken évente egy esős, és egy száraz évszak van. Az Egyenlítő környékén, két esős és két száraz évszak fordul elő évente, mivel az esőöv kétszer halad át a területen, egyszer északi, egyszer déli irányban. A trópusok és az Egyenlítő között egyes helyeken egy rövidebb és egy hosszabb esős évszak is előfordulhat. A klímát természetesen a helyi földrajzi viszonyok is jelentősen megváltoztathatják.